# Bilwinowo
Bilwinowo – wieś w Polsce położona w województwie podlaskim, w powiecie suwalskim, w gminie Szypliszki.
Wieś królewska ekonomii grodzieńskiej położona była w końcu XVIII wieku w powiecie grodzieńskim województwa trockiego. W latach 1975–1998 miejscowość administracyjnie należała do województwa suwalskiego.
W okolicy znajduje się kilka cmentarzysk jaćwieskich – w Osinkach, Prudziszkach, Żywej Wodzie i we wsi Bilwinowo, gdzie jest nawet większy niż w Szwajcarii cmentarz z V-VI w.n.e..
Pierwszy krzyż znajduje się przy domu rodziny Łukaszewiczów, w Bilwinowie przy drodze dojazdowej.
W roku 1914 został postawiony w tym miejscu drewniany krzyż przez Andrzeja Łukaszewicza. Był on dziadkiem – Stanisława Łukaszewicza. Krzyż drewniany przetrwał aż przez obie wojny światowe. 7 lipca 1986 roku Stanisław Łukaszewicz postanowił, że na miejscu krzyża drewnianego postawi krzyż z grysiku.
Kolejny krzyż znajduje się w centrum wsi, obok postawionej niedawno kapliczki upamiętniającej 220 lat istnienia wsi Bilwinowo. Na nim widnieje napis:
„Mniej Nas w swej opiece – pamiątka wsi Bilwinowo”.
To tu są odprawiane nabożeństwa majowe. Zbiera się prawie cała wieś i o godzinie 19:00 jest odmawiana litania do Matki Boskiej Loretańskiej, a później są śpiewane piosenki na cześć Maryi.
Ten krzyż powstał bardzo, bardzo dawno i tak samo, jak i inne krzyże, na początku był drewniany, w 1986 roku w lipcu został postawiony z grysiku.
W 2005 roku w maju zostały rozpoczęte prace przy budowie kapliczki i krzyża drewnianego. Na początku czerwca prace zostały skończone i kapliczka została poświęcona przez księdza Bernarda Antonowicza. Kapliczka jest bardzo piękna i z pewnością przyciągnie wzrok wielu przejeżdżających obok ludzi. Na tej kapliczce widnieje napis
„AVE MARYJA – BĄDŹ BŁOGOSŁAWIONA MIĘDZY NIEWIASTAMI, SPRAW BY W TRUDNYM ŻYCIU NASZYMI CZYNAMI, ZASŁUŻYLI NA ŁASKI I DAR TWEJ OPIEKI, W DOCZESNYM ŻYCIU A POTEM NA WIEKI 1784 – 2004 BILWINOWO 2.V.2004”.
Na kapliczce została wstawiona data o rok wcześniejsza, niż została postawiona kapliczka, ponieważ pan, który ją stawił, czyli Zbigniew Gościewski był chory i nie mógł jej postawić.
Krzyż powstał nieco później, we wrześniu 2005 roku został postawiony i poświęcony też przez księdza Bernarda Antonowicza.